# Durmenach
Durmenach es una localidad y comuna francesa, situada en el departamento de Alto Rin, en la región  de Alsacia.
La comuna forma parte del territorio histórico y natural de Sundgau.

## Demografía
| 838 | 875 | 870 | 894 | 853 | 883 |
| Para los censos de 1962 a 1999 la población legal corresponde a la población sin duplicidades (Fuente: INSEE [Consultar]) |     |     |     |     |     |